# 李惠森
李惠森（1964年2月—），汉族，祖籍廣東新會，中华人民共和国政治人物、第十一届全国政协委员。
担任香港李锦记健康产品集团有限公司主席兼行政总裁以及无限极（中国）有限公司的创始人兼董事长。
2008年，当选第十一届全国政协委员，代表中华全国青年联合会，分入第十六组。
2018年1月，当选第十三届全国政协委员。
旗下無限極公司產品涉及傳銷、誇大產品功效以及戕害用戶身體甚至導致多起死亡案例引發巨大爭議。